# Isla Piazzi
L'isla Piazzi è un'isola del Cile meridionale nell'oceano Pacifico. Appartiene alla regione di Magellano e dell'Antartide Cilena, alla provincia di Última Esperanza e al comune di Natales. Si trova a nord-est dell'arcipelago Regina Adelaide.

## Geografia

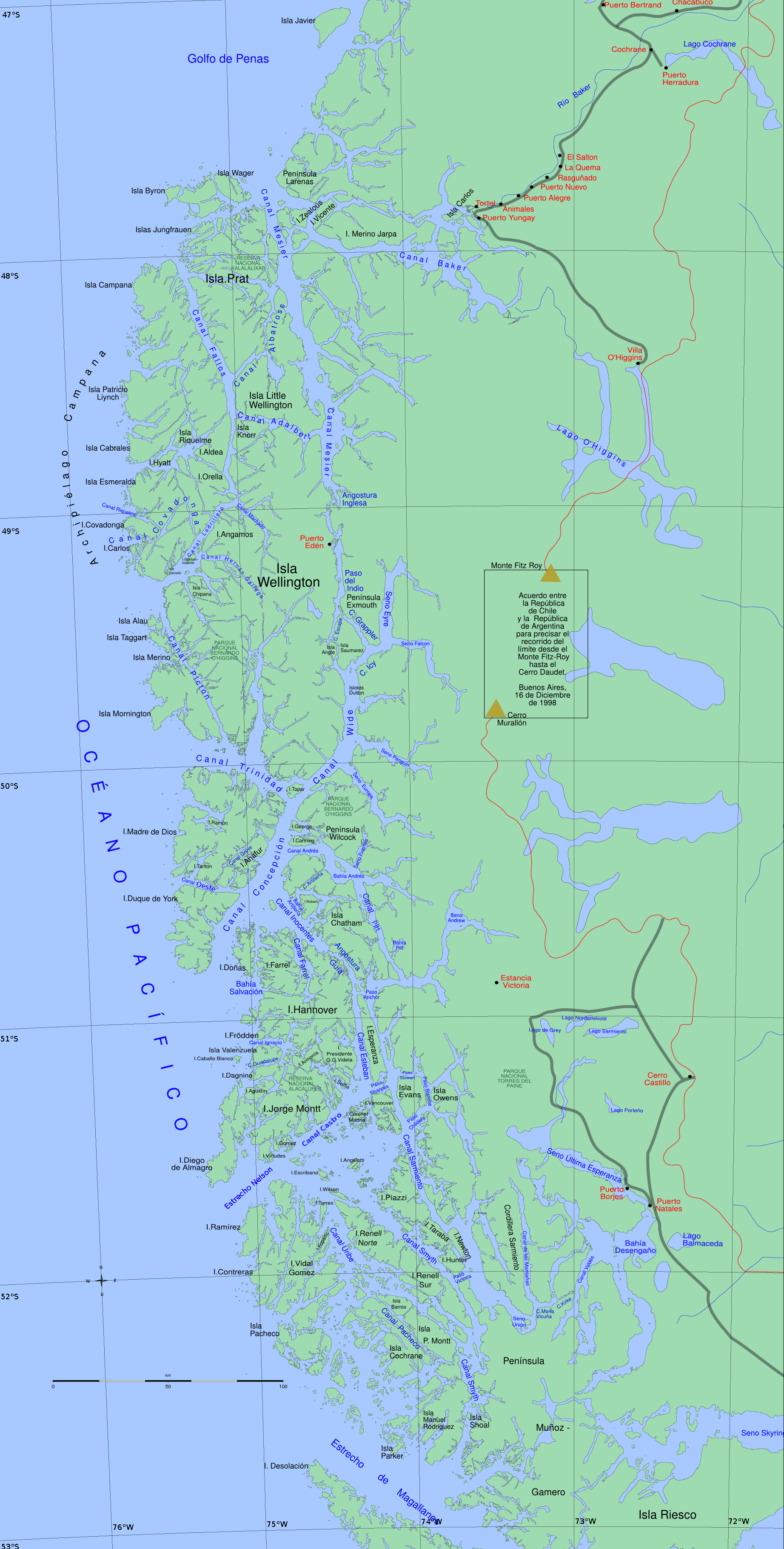
Mappa dell'isola

L'isola Piazzi si trova tra il canale Sarmiento (a est), che la divide dall'isola Carrington, e il canale Smyth (a sud-ovest) che la separa dalle isole Rennell.
A nord-ovest si affaccia sul canale García Domínguez. A sud-est si trova l'isola Taraba. La superficie dell'isola Piazzi è di 308,5 km² e lo sviluppo costiero di 166,3 km.